# Hieracium floccinops
Hieracium floccinops là một loài thực vật có hoa trong họ Cúc. Loài này được (Elfstr.) Schljakov mô tả khoa học đầu tiên năm 1966.